# Potoki (Siekierczyna)
Potoki – część wsi Siekierczyna w Polsce, położona w województwie małopolskim, w powiecie limanowskim, w gminie Limanowa.
W latach 1975–1998 Potoki administracyjnie należały do województwa nowosądeckiego.